# 뉴스통신진흥회
뉴스통신진흥회(-通信進興會, Korea News Agency Commission)는 뉴스통신진흥에 관한 법률에 의거하여 국가기간뉴스통신사로 지정된 연합뉴스사에 대해 뉴스통신의 진흥과 공적책임을 실현하고 뉴스통신법 제3장의 규정에 의한 연합뉴스사의 독립성 및 공정성을 보장하기 위하여 2005년 11월 4일 설립된 문화체육관광부 소관의 비영리특수법인이며 연합뉴스의 대주주이다. 서울특별시 중구 세종대로 124  한국프레스센터 11층에 위치하고 있다.

## 설립 근거
- 뉴스통신 진흥에 관한 법률 제23조[1]

## 주요 업무
- 뉴스통신의 발전과 향상을 위한 연구 및 학술사업
- 뉴스통신진흥자금의 운용·관리
- 연합뉴스사의 대표이사·이사 및 감사의 추천
- 연합뉴스사의 예산 및 결산의 승인
- 연합뉴스사의 경영 감독에 관한 사항
- 연합뉴스사의 독립성과 공적 책임에 관한 사항
- 뉴스통신진흥에 관한 법률 또는 다른 법류의 규정에 의하여 진흥회에 직무 또는 권한으로 규정된 사항
- 그 밖의 공익목적 사업

## 연혁
- 2003년 5월 29일 뉴스통신진흥에 관한 법률 제정(법률 제6905호). 연합뉴스사의 국가기간뉴스통신사 지정
- 2003년 12월 3일 뉴스통신진흥에 관한 법률 시행령 제정(대통령령 제18153호)
- 2004년 3월 17일 뉴스통신진흥에 관한 법률 시행령 개정(대통령령 제18312호)
- 2005년 1월 27일 뉴스통신진흥에 관한 법률 개정(법률 제7369호)
- 2005년 8월 4일 뉴스통신진흥에 관한 법률 개정(법률 제7655호)
- 2005년 10월 24일 뉴스통신진흥회 이사진 구성
- 2005년 11월 16일 뉴스통신진흥회 설립(문화관광부 설립 허가 제588호). 초대 이창우 이사장 취임
- 2007년 12월 21일 뉴스통신진흥에 관한 법률 개정(법률 제8738호)
- 2008년 2월 29일 뉴스통신진흥에 관한 법률 개정(법률 제8852호)
- 2008년 6월 20일 뉴스통신진흥에 관한 법률 시행령 개정(대통령령 제20836호)
- 2008년 12월 4일 뉴스통신진흥회 제2기 이사진 구성
- 2008년 12월 9일 제2대 최규철 이사장 취임
- 2008년 12월 26일 뉴스통신진흥에 관한 법률 개정(법률 제9214호)
- 2009년 6월 9일 뉴스통신진흥에 관한 법률 개정(법률 제9755호)
- 2009년 7월 31일 뉴스통신진흥에 관한 법률 개정(법률 제9785호)
- 2024년 8월 26일 뉴스통신진흥회 제7기 이사진 구성
- 2024년 8월 30일 제7대 김영만 이사장 취임

## 조직

### 이사회
- 감사

#### 이사장

##### 사무국
- 연구부문
- 공익부문
- 경영관리부문

## 임원 구성
뉴스통신진흥회 임원은 뉴스통신진흥에 관한 법률 제26조에 의거하여 다음과 같이 구성한다.
- 진흥회에는 임원으로 이사장 1인을 포함한 7인의 이사와 감사 1인을 둔다.
- 임원의 임기는 3년으로 하고 1회에 한하여 연임할 수 있다.
- 임원에 결원이 있을 때에는 결원된 날부터 30일 이내에 그 결원된 임원을 임명한다.
- 보궐임원의 임기는 전임자의 잔임기간으로 한다.
- 임기가 만료된 임원은 그 후임자가 선임될 때까지 그 직무를 행한다.
- 이사는 뉴스통신에 관한 전문성 및 언론 각 분야의 대표성을 고려하여 대통령이 임명하되, 그 중 3인은 국회의장이 각 교섭단체의 대표의원과 협의하여 추천한 자를 임명하고, 2인은 일간신문 발행인을 대표하는 전국조직과 지상파 방송사업자를 대표하는 전국조직이 각각 추천한 자를 임명한다.
- 이사장은 이사회에서 호선한다.
- 감사는 이사장이 이사회의 의결을 거쳐 임명한다.
- 이사장을 제외한 임원은 비상임으로 한다.

## 정관 전문
제1장 총칙
▣제1조(설립근거 및 명칭)
이 법인은 뉴스통신진흥에 관한 법률(이하 “뉴스통신진흥법”이라 한다) 제23조 규정에 의한 뉴스통신진흥회(이하 “진흥회”라 한다.)라 한다.
▣제2조(목적)
진흥회는 뉴스통신의 진흥과 공적책임을 실현하고 뉴스통신진흥법 제3장의 규정에 의한 연합뉴스사의 독립성 및 공정성을 보장함을 목적으로 한다.
▣제3조(사무소의 소재지)
진흥회의 주된 사무소는 서울특별시에 둔다.
▣제4조(사업)
① 진흥회는 제2조의 목적을 달성하기 위하여 다음 각 호의 사업을 수행한다.
1. 뉴스통신의 발전과 향상을 위한 연구 및 학술사업
2. 뉴스통신진흥자금의 운용 관리
3. 연합뉴스사의 경영 감독에 관한 사항
4. 연합뉴스사의 대표이사 이사 및 감사의 추천
5. 연합뉴스사의 독립성과 공적 책임에 관한 사항
6. 연합뉴스사의 예산 및 결산이 승인
7. 그 밖에 뉴스통신진흥법 또는 다른 법률의 규정에 의하여 진흥회의 직무 또는 권한으로 규정된 사항
8. 그 밖의 공익목적사업
9. 제1호 내지 제8호 업무에 부대되는 업무
② 진흥회는 이사회의 의결을 거쳐 제1항에서 규정하는 사업 이외에 제2조의 목적을 달성하기 위하여 필요한 수익사업을 할 수 있다.
제2장 임 원
▣제5조(임원의 종류와 정수)
① 진흥회는 다음의 임원을 둔다.
1. 이사장 1인
2. 이사 7인 (이사장 1인 포함)
3. 감사 1인
② 이사장을 제외한 임원은 비상임으로 한다.
▣제6조(임원의 선임)
① 이사장은 이사회에서 호선한다.
② 이사는 뉴스통신에 관한 전문성 및 언론 각 분야의 대표성을 고려하여 대통령이 임명하되 그 중 3인은 국회의장이 각 교섭단체의 대표의원과 협의하여 추천한 자를 임명하고 2인은 일간신문 발행인을 대표하는 전국조직과 지상파 방송사업자를 대표하는 전국조직이 각각 추천한 자를 임명한다.
③ 감사는 이사장이 이사회의 의결을 거쳐 임명한다.
④ 진흥회는 이사의 임기만료 30일 전에 제2항 규정에 따라 후임자의 임명을 요청하여야 한다.
⑤ 진흥회는 임원이 결원된 때에는 결원된 날부터 30일 이내에 제1항 내지 제3항 규정에 의하여 그 결원된 임원의 임명요청 등의 절차를 밝아야 한다.
▣제7조(임원의 임기)
① 임원의 임기는 3년으로 하되, 1회에 한하여 연임할 수 있다.
② 보궐 임원의 임기는 전임자의 잔임기간으로 한다.
③ 임기가 만료된 임원은 그 후임자가 선임될 때까지 그 직무를 행한다.
▣제8조(임원의 직무)
① 이사장은 진흥회를 대표하고 그 업무를 총괄한다.
② 이사는 이사회에 출석하여 이사회에 부의된 사항을 심의 의결한다.
③ 감사는 진흥회의 업무 및 회계에 관한 사항을 감사하며 그 결과 부정 또는 부당한 사항이 있을 때에는 이사회에 보고하여 시정을 요구하여야 하며 보고가 필요한 때에는 이사회의 소집을 요구할 수 있다.
④ 이사장이 부득이한 사유로 그 직무를 수행할 수 없을 때에는 이사 중에서 연장자의 순으로 그 직무를 대행한다.
⑤ 임원은 뉴스통신진흥법과 이 정관이 정한 바 이외에는 외부의 지시나 간섭을 받지 않고 독립적으로 그 직무를 수행한다.
⑥ 임원은 사회 공익의 업무에 충실하고, 직무상 알게 된 본회의 비밀을 누설하거나 도용하여서는 안 된다.
⑦ 임원 또는 그가 임원이나 주요주주로 있는 단체는 제4조에 정한 사업과 관련한 진흥회의 계약 당사자가 될 수 없다.
⑧ 이사장은 국회에 출석하여 소관 사무에 관하여 의견을 진술할 수 있으며, 국회의 요구가 있을 때에는 출석하여 보고하거나 답변하여야 한다.
▣제9조(임원의 결격사유)
다음 각 호의 1에 해당하는 자는 임원이 될 수 없다.
1. 대한민국의 국적을 가지지 아니한 자
2. 대한민국에 주소를 두지 아니한 자
3. 정당법에 의한 정당의 당원
4. 금고 이상의 형을 선고받고 그 형의 집행이 종료되지 아니하거나 집행을 받지 아니하기로 확정되지 아니한 자. 다만, 형법 제87조 내지 제90조 ? 제92조 내지 제101조, 군형법 제5조 내지 제8조 제9조 제2항 제11조 내지 제16조 또는 국가보안법 제3조 내지 제9조의 죄를 범하여 금고이상의 형을 선고받은 경우에는 집행 유예의 기간이 종료되지 아니한 자를 포함한다.
5. 「보안관찰법」에 의한 보안관찰처분, 종전의「사회보호법」에 의한 보호감호 또는「치료감호법」에 의한 치료 감호의 집행 중에 있는 자
6. 뉴스통신진흥법을 위반하여 벌금이상의 형을 선고받고 그 형의 집행이 종료되거나 형을 받지 아니하기로 확정된 날부터 2년이 경과하지 아니한 자
7. 뉴스통신진흥법을 위반하여 등록이 취소된 뉴스통신사업자 또는 편집인으로 그 등록이 취소된 날부터 2년이 경과하지 아니한 자
8. 미성년자, 금치산자 또는 한정치산자
9. 파산선고를 받은 자로서 복권되지 아니한 자
▣제10조(임원의 대우 및 겸직금지)
① 상임 임원을 제외한 비상임 임원에 대하여는 보수 및 퇴직금을 지급하지 아니한다. 다만, 업무수행에 필요한 실비를 지급할 수 있다.
② 보수, 퇴직금 및 기타 실비 지급에 관한 규정은 별도로 정한다.
③ 상임 임원은 이사회에서 승인하는 경우를 제외하고는 영리를 목적으로 하는 사업에 종사하지 못한다.
제3장 이 사 회
▣제11조(이사회의 구성)
① 진흥회에 관한 주요사항을 심의 의결하기 위하여 진흥회에 이사를 둔다.
② 이사회는 이사장을 포함한 이사로 구성한다.
③ 이사회의 의장은 이사장으로 한다.
④ 이사회의 원활한 운영을 위하여 이사회에 간사 1인을 두며, 간사는 진흥회의 사무국장으로 한다.
⑤ 감사는 이사회에 출석하여 의견을 진술할 수 있다.
▣제12조(이사회의 소집)
① 이사회는 이사장이 필요하다고 인정할 때와 재적이사 과반수의 찬성 또는 감사가 소집을 요구한 때에 이사장이 지체없이 소집하여야 한다.
② 이사회는 이사회 개최 7일전까지 안건 일시 장소 등을 명시하여 각 이사와 감사에 통보하여야 한다. 다만, 긴급을 요하여 7일전까지 통보가 불가능한 경우에는 예외로 한다.
③ 이사회의 회의는 공개한다. 다만, 이사회가 필요하다고 인정하여 의결한 경우에는 그러지 아니한다.
▣제13조(이사회의 기능)
① 이사회는 다음 각 호의 사항을 심의 의결한다.
1. 예산 자금 계획 및 결산
2. 기본 재산의 취득 및 처분
3. 정관이 정하는 규정의 제정 및 개폐
4. 정관의 변경
5. 제4조 각 호의 사항
6. 그 밖에 이사회가 필요하다고 인정하는 사항
② 뉴스통신진흥법 제32조의2 제1항의 규정에 의하여 이사회는 연합뉴스사의 경영실적평가를 매년 실시한다.
③ 이사회는 상기 제2항의 규정에 따라, 연합뉴스사의 경영실적 평가를 실시하기 위하여 경영평가단을 구성·운영할 수 있다. 이 경우 경영평가단의 구성 및 운영방식 등의 구체적 내용은 이사회가 정한다.
④ 연합뉴스사의 경영실적평가 결과와 관련하여 이사회는 연합뉴스사의 대표이사에게 개선 또는 시정을 요구할 수 있다.
⑤ 이사회는 이사회 의결로써 연합뉴스사의 경영실적평가에 관한 일정범위를 경영평가단에게 위임할 수 있다.
▣제14조(의결정족수 등)
① 이사회의 의결은 재적이사 3분의 2 이상의 출석과 출석이사 과반수의 찬성으로 한다. 다만, 연합뉴스사의 대표이사를 추천하는 경우에는 재적이사 3분의 2이상 찬성으로 한다.
② 이사회의 의결사항과 직접 이해관계가 있는 이사는 당해 안건에 관한 회의에 참석하지 못한다. 이 경우 회의에 참석하지 아니하는 이사는 당해 안건에 한하여 재적이사수에 산입하지 아니한다.
③ 이사회의 회의록은 매회 참석이사와 감사의 서명날인을 받아 보존하여야 한다.
④ 제1항 단서와 관련하여 이사회는 연합뉴스사의 대표이사를 추천할 때 사장추천위원회를 구성할 수 있다. 이 경우 추천위원회의 구성 및 운영방식 등 구체적 내용은 이사회가 정한다.
제4장 사 무 국
▣제15조(사무국)
① 진흥회의 사무를 처리하기 위하여 진흥회 내에 사무국을 둔다.
② 사무국에 사무국장 1인을 두되 이사회의 동의를 얻어 이사장이 임명한다.
③ 사무국장의 임기는 3년으로 하되 1회에 한하여 연임할 수 있다.
④ 사무국장은 이사회에서 승인하는 경우를 제외하고는 영리를 목적으로 하는 사업에 종사하지 못한다.
⑤ 사무국장을 제외한 직원은 인사규정에 따라 이사장이 임명한다.
⑥ 사무국 운영 등에 필요한 인사규정, 보수규정, 근로조건 등에 관한 제반사항은 별도의 규정으로 정한다.
제5장 뉴스통신진흥자금 회계
▣제16조(뉴스통신진흥자금)
진흥회의 운영 및 업무에 소요되는 재원에 충당하기 위하여 진흥회에 뉴스통신진흥자금(이하 “자금”이라 한다)을 둔다.
▣제17조(자금의 조성)
자금은 다음 각 호의 재원으로 한다.
1. 진흥회가 출자한 연합뉴스사의 배당금
2. 연합뉴스사 당해연도 결산상 영업이익의 100분의 10이내에서 대통령령으로 정하는 범위의 연합뉴스사 출연금
3. 정부 법인 단체 또는 개인의 출연 재산
4. 자금 운용 수익금
5. 그 밖의 수입금
▣제18조(자금의 용도)
자금은 본회의 운영 및 업무에 소요되는 재원과 다음 각 호의 사업에 사용한다.
1. 국제 친선 문화 교류 재외교민 보호와 관련하여 국가가 필요로 하는 대외뉴스통신업무에 대한 지원
2. 자연재해대책법 제2조의 규정에 의한 재난 발생의 예방 및 피해최소화를 위한 재난뉴스통신업무에 대한 지원
3. 정부로부터 위탁받은 업무에 대한 지원
4. 뉴스통신의 발전과 향상을 위한 연구 학술사업 및 공익목적 사업
5. 제4조 제1호 내지 제8호 업무에 부대되는 업무의 지원
6. 그 밖에 뉴스통신의 발전을 위하여 필요하다고 보아 이사회가 심의 의결한 사업
▣제19조(자금의 구분)
① 진흥회 자금은 기본재산과 보통재산으로 구분한다.
② 기본재산은 다음 각 호의 재산으로 하고 그 목록은 “별지 1”과 같다.
1. 진흥회 설립시에 출연한 재산
2. 부동산과 주식
3. 이사회에서 기본재산으로 결의한 재산
③ 보통재산은 기본재산에서 생기는 과실과 진흥회의 사업에서 생기는 수입 및 기본재산이 아닌 재산으로 한다.
▣제20조(자금의 관리)
① 진흥회가 기본재산을 매도, 증여, 임대, 교환 또는 담보로 제공하거나 의무의 부담 및 권리의 포기를 하고자 할 때 또는 당초 출연목적을 변경하고자 할 때에는 제26조에 의한 정관 변경절차를 받아야 한다.
② 진흥회는 매 회계연도의 자금운용계획을 수립하여 회계연도 개시전에 이사회의 의결을 거쳐 시행한다.
③ 제17조 각 호의 자금회계는 진흥회의 다른 회계와 구분하여야 한다.
▣제21조(운영재원)
진흥회의 유지 및 운영에 필요한 경비와 사업비는 기본재산의 과실, 사업수입, 기부금, 보조금, 전년도 이월금, 그 밖의 수입금으로 한다.
▣졔22조(회계연도)
진흥회의 회계연도는 정부 회계연도에 따른다.
▣제23조(예산서 및 결산서의 제출)
① 진흥회는 진흥회와 연합뉴스사의 매 회계연도의 예산서를 당해 회계연도 개시 전에 국회 및 문화체육관광부에 제출하여야 한다. 이를 변경하고자 하는 경우에도 또한 같다.
② 진흥회는 매 회계연도 종료 후 3월 이내에 진흥회와 연합뉴스사의 전 회계연도의 결산서를 국회 및 문화체육관광부에 제출하여야 한다.
▣제24조(잉여금 처리)
매 회계연도의 잉여금은 전년도 이월 손실을 보전하고도 그 잔액이 있는 때에는 다음 연도의 사업자금으로 이월하거나 기본재산으로 적립한다.
▣제25조(차입금)
진흥회가 1년 이상 장기차입을 하고자 할 때는 문화체육관광부장관의 승인을 얻어야 한다.
제6장 보 칙
▣제26조(정관의 변경)
이 정관을 변경하고자 할 때에는 재적이사 3분의 2이상의 찬성으로 이사회의 결의 후 문화체육관광부장관의 인가를 받아야 한다.
▣제27조(공고)
진흥회의 공고를 요하는 사항은 서울특별시내에서 발간하는 일간신문에 이를 공고하여야 한다.
▣제28조(해산과 청산)
① 진흥회를 해산하고자 할 때에는 이사회에서 재적이사 4분의 3 이상의 찬성을 얻어 법의 개정을 문화체육관광부장관에게 건의한다.
② 진흥회가 해산한 때의 잔여재산은 문화체육관광부장관의 허가를 얻어 국가에 귀속하거나 유사한 목적을 가진 법인이나 단체에 기증한다.
③ 진흥회가 해산한 때에는 이사장이 청산인을 선임한다.
▣제29조(시행세칙)
이 정관 시행에 필요한 세부사항은 따로 정한다.
부 칙(2009.11.2)
▣제1조(시행일)
이 정관은 문화체육관광부장관의 허가를 받아 법인등기를 한 날로부터 시행한다.

## 같이 보기
- 연합뉴스
- 방송문화진흥회
- 방송통신위원회